# موسى أيوب
موسى أيوب (بالإنجليزية: Moussa Ayoub)‏ كان فنان بريطاني من أصل سوري، اشتهر بفن رسم الأشخاص أو ما يعرف بالبورتيه. كان نشطاً في لندن وباريس، بين عامي 1903-1938.

## حياته
ولد عام 1873 في دمشق، في عهد سوريا العثمانية. درس أيوب مع الرسام جان بول لورينز في باريس. حصلوا على الجنسية البريطانية في يوليو 1907. من المفترض أنه عمل كواحد من أكثر الفرق الفنية نسخاً، تحت قيادة الفنان لوك فيلدز. توفي موسى أيوب في 15 يونيو 1955 في لندن.
أعماله الفنية موجودة في مجموعات مختلفة في المتاحف العامة بما في ذلك متحف جامعة برينستون للفنون، مجموعة متحف العلوم، Frogmore Paper Mill، مجموعة الفنون الحكومية، متحف جامعة كلية لندن للفنون (UCL)، متحف هانتيريان، وندسور جيلدهول، صندوق المجموعة الملكية.